# Medborgarkunskap
Medborgarkunskap var ett ämne i den svenska folkskolan som infördes 1919 med undervisningsplanen UPL 1919. Medborgarkunskap var en del av historia. Med undervisningsplanen U-55 från 1955 ersattes medborgarkunskap av samhällskunskap.

### Fotnoter
1. ↑  ”Samhällskunskap”. Göteborgs universitet. 25 februari 2008. sid. Tommy Berntsson, Mischa Hayman, Carl-Johan Palmqvist. https://gupea.ub.gu.se/bitstream/2077/19940/1/gupea_2077_19940_1.pdf. Läst 17 juni 2016.